# Ophiogramma maronii
Ophiogramma maronii là một loài bướm đêm trong họ Geometridae.